# Johann Klingenberg († 1371)
Johann Klingenberg (* in Lübeck; † 1371 ebenda) war Ratsherr der Hansestadt Lübeck.
Johann Klingenberg war Sohn des Lübecker Ratsherrn Johann Klingenberg († 1356). Nach dem Tod seines Vaters wurde er 1368 in den Lübecker Rat erwählt.
Er war verheiratet mit Margaretha, einer Tochter des Lübecker Bürgers Gerhard Witte. Die Ehe blieb kinderlos. Er bewohnte das von seinem Vater übernommene Haus Königstraße 77 in Lübeck. Nach seinem Tod heiratete seine Witwe in zweiter Ehe seinen Vetter, den Lübecker Bürgermeister Goswin Klingenberg.
In seinem 1367 aufgesetzten Testament vermachte er dem Franziskanerkloster eine Rente zum Unterhalt der Familienkapelle im südlichen Seitenschiff der Katharinenkirche (Lübeck).